# بخش ایسل
بخش ایسل (به لاتین: Isale) یک منطقهٔ مسکونی در بوروندی است که در استان بوجومبورا واقع شده‌است.